# Sabella (roman)
Sabella is een fantasy- en sciencefictionboek van de Britse schrijfster Tanith Lee.

## Verhaal
Sabella woont op de Aardse kolonie Nova Mars. Ze is een meisje van vlees en bloed. Een meisje dat het zonlicht haat en bloed van jongemannen nodig heeft om te overleven.